# Симеоново
Симеоново (болг. Симеоново) — село в Болгарии. Находится в Ямболской области, входит в общину Тунджа. Население составляет 311 человек.

## Политическая ситуация
В местном кметстве Симеоново, в состав которого входит Симеоново, должность кмета (старосты) до 2011 года исполняла Румяна Славова Илчева (независимый) по результатам выборов правления кметства 2007 года.
Кмет (мэр) общины Тунджа — Георги Стоянов Георгиев (коалиция в составе 2 партий: Болгарская социалистическая партия (БСП), Болгарская социал-демократия (БСД)) по результатам выборов в правление общины.